# Населення Нової Каледонії
Населення Нової Каледонії. Чисельність населення країни 2015 року становила 271,2 тис. осіб (184-те місце у світі). Чисельність новокаледонців стабільно збільшується, народжуваність 2015 року становила 15,33 ‰ (130-те місце у світі), смертність — 5,52 ‰ (176-те місце у світі), природний приріст — 1,38 % (86-те місце у світі) .  Густота населення країни 2015 року становила 14,4 особи/км² (215-те місце у світі).
Станом на 1 січня 2023 року населення Нової Каледонії становило 268 510 осіб.

## Природний рух

### Відтворення
Народжуваність у Новій Каледонії, станом на 2015 рік, дорівнювала 15,33 ‰ (130-те місце у світі). Сумарний коефіцієнт народжуваності є одним з найнижчих в країнах Тихоокеанського регіону, він перебуває на одному рівні з Французькою Полінезією, але є вищим, ніж у Франції. Народжуваність швидко зменшується, починаючи з 1990-х років. Якщо в 1990 році сумарний коефіцієнт народжуваності становив 3,2 дитини на одну жінку, то 2012 році він знизився до 2,3 дитини, а 2015 року становив 1,97 дитини на одну жінку (125-те місце у світі). Ця тенденція пояснюється зменшенням дитячої смертності, застосуванням контрацепції та фемінізації зайнятості. Жінки стали народжувати не так рано: середній вік при народженні першої дитини в 2012 році становив 27 років проти 24 років у 1980 році. Народжуваність залишається вищою на островах Луайоте (2,9 дитині на одну жінку в 2012 році), тоді як у Північній провінції на цю дату вона становила 2,3 дитини, а в Південний — 2,2 дитини.
Смертність у Новій Каледонії 2015 року становила 5,52 ‰ (176-те місце у світі). Цей показник лишається відносно стабільним. Він є нижчим, ніж у Франції, що пояснюється набагато молодшим складом населення Нової Каледонії. Завдяки якості акушерської та педіатричної допомоги постійно зменшується рівень дитячої смертності: 27 ‰ в 1980 році, 10,7 ‰ в 1990 році і 3,9 ‰ у 2012 р. Він є ще трохи вищим, ніж у Франції (3,5 ‰), але суттєво нижчий, ніж у сусідніх країнах, зокрема на Фіджі (19 ‰) або Вануату (21 ‰).
Природний приріст населення в країні 2015 року становив 1,38 % (86-те місце у світі).
За двадцять років з 1976 по 1996 р. населення Нової Каледонії збільшилося на 48 %, у тому числі на Островах Луайоте на 44 %, у Північній провінції на 29 %, у Південній на 55 %, а в районі Великого Нумеа на 60 %. На початку 1970-х років темпи зростання населення були значно вищими й становили понад 7 % на рік. У 1980-ті й 1990-ті рр. цей показник становив у середньому 2,2 % на рік. 85 % приросту населення забезпечувало природне відтворення, ще 15 % отримано з імміграції. Між 2009 і 2014 рр. населення Нової Каледонії збільшувалося на 1,82 % на рік, причому зростання відбувалося в усіх трьох провінціях. Це збільшення на дві третини сталося внаслідок природного приросту населення й одну третину дав позитивний баланс міграцій. Природний приріст населення продовжує слабшати під впливом зниження народжуваності. Починаючи з 2020 року, чисельність населення Нової Каледонії почала зменшуватись.

### Вікова структура

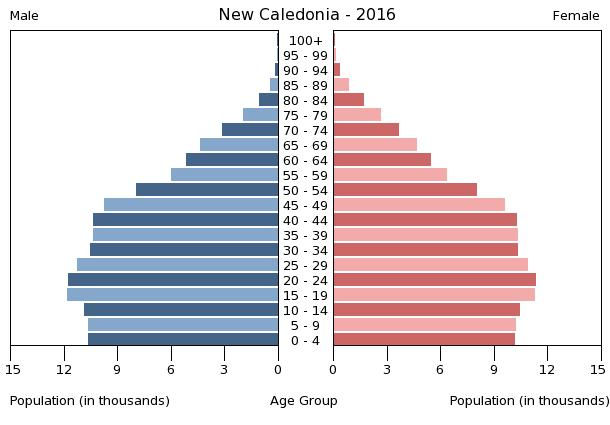
Віково-статева піраміда населення Нової Каледонії, 2016 рік

Середній вік населення Нової Каледонії становить 31,7 року (103-тє місце у світі): для чоловіків — 31, для жінок — 32,4 року. Очікувана середня тривалість життя 2015 року становила 77,5 року (69-те місце у світі), для чоловіків — 73,49 року, для жінок — 81,71 року. Вона є трохи нижчою, ніж у Франції, але посідає перше місце серед усіх країн Океанії. За період з 1990 до 2012 року тривалість життя в Новій Каледонії збільшилася на 7 років. Відмінності між провінціями залишаються значними: середня тривалість життя в Південній провінції перевищує більш ніж на 5 років відповідний показник для островів Луайоте.
Спостерігається стабільний процес старіння населення. Якщо частка молоді у віці до 20 років у населенні країни 1989 року становила 44 %, то 2019 року — лише 30 %. Процеси старіння населення обумовлені як зниженням народжуваності, так і збільшенням тривалості життя.
Вікова структура населення Нової Каледонії, станом на 2015 рік, мала такий вигляд:
- діти віком до 14 років — 23,19 % (32 178 чоловіків, 30 804 жінки);
- молодь віком 15—24 роки — 16,89 % (23 435 чоловіків, 22 448 жінок);
- дорослі віком 25—54 роки — 42,99 % (58 769 чоловіків, 57 994 жінки);
- особи передпохилого віку (55—64 роки) — 8,21 % (10 874 чоловіки, 11 417 жінок);
- особи похилого віку (65 років і старіші) — 8,72 % (10 558 чоловіків, 13 138 жінок)[1].

Вікова структура населення Нової Каледонії за даними перепису населення 2019 року:
- діти віком до 14 років — 22,26 % (31 109 чоловіків, 29 317 жінок);
- молодь віком 15—24 роки — 14,54 % (20 129 чоловіків, 19 328 жінок);
- дорослі віком 25—54 роки — 43,16 % (58 205 чоловіків, 58 926 жінок);
- особи передпохилого віку (55—64 роки) — 9,94 % (13 439 чоловіків, 13 532 жінки);
- особи похилого віку (65 років і старіші) — 10,10 % (12 912 чоловіків, 14 510 жінок)[7].

## Розселення

### Географічний розподіл
Динаміка чисельності населення Нової Каледонії та її провінцій, за даними переписів населення є такою:
| Провінції       | 1969              | 1969                        | 1976              | 1976                        | 1983              | 1983                        | 1989              | 1989                        | 1996              | 1996                        | 2004              | 2004                        | 2009              | 2009                        | 2014              | 2014                        | 2019              | 2019                        |
| --------------- | ----------------- | --------------------------- | ----------------- | --------------------------- | ----------------- | --------------------------- | ----------------- | --------------------------- | ----------------- | --------------------------- | ----------------- | --------------------------- | ----------------- | --------------------------- | ----------------- | --------------------------- | ----------------- | --------------------------- |
| Провінції       | чисельність, осіб | доля в загальному населенні | чисельність, осіб | доля в загальному населенні | чисельність, осіб | доля в загальному населенні | чисельність, осіб | доля в загальному населенні | чисельність, осіб | доля в загальному населенні | чисельність, осіб | доля в загальному населенні | чисельність, осіб | доля в загальному населенні | чисельність, осіб | доля в загальному населенні | чисельність, осіб | доля в загальному населенні |
| Острови Луайоте | 12 248            | 12,2 %                      | 14 518            | 10,9 %                      | 15 510            | 10,7 %                      | 17 912            | 10,9 %                      | 20 877            | 10,6 %                      | 22 080            | 9,6 %                       | 17 436            | 7,1 %                       | 18 297            | 6,8 %                       | 18 353            | 6,8 %                       |
| Північна        | 27 181            | 27,0 %                      | 32 021            | 24,0 %                      | 31 310            | 21,5 %                      | 34 526            | 21,0 %                      | 41 413            | 21,0 %                      | 44 474            | 19,3 %                      | 45 137            | 18,4 %                      | 50 487            | 18,8 %                      | 49 910            | 18,4 %                      |
| Південна        | 61 150            | 60,8 %                      | 86 694            | 65,1 %                      | 98 548            | 67,8 %                      | 111 735           | 68,1 %                      | 134 546           | 68,4 %                      | 164 235           | 71,2 %                      | 183 007           | 74,5 %                      | 199 983           | 74,4 %                      | 203 144           | 74,8 %                      |
| Нова Каледонія  | 100 579           | 100,0 %                     | 133 233           | 100,0 %                     | 145 368           | 100,0 %                     | 164 173           | 100,0 %                     | 196 836           | 100,0 %                     | 230 789           | 100,0 %                     | 245 580           | 100,0 %                     | 268 767           | 100,0 %                     | 271 407           | 100,0 %                     |

Розподіл населення Нової Каледонії відзначається сильною нерівномірністю. Райони проживання в основному розташовані на узбережжі, в долинах або в низинах, на висотах нижче 200 метрів. На більш ніж двох третинах головного острова, які займає центральний гірський ланцюг, густота населення не перевищує 1 жителя на км². Три чверті населення країни прив'язані до робочих місць і зосереджені переважно в Південній провінції, найбільше у Великому Нумеа. Приблизно дві третини жителів Нової Каледонії проживає в столичному регіоні Великого Нумеа, який, крім самого міста Нумеа, охоплює території комун Думбеа (фр. Dumbéa), Паїта (фр. Paita) та Мон-Доре (фр. Mont-Dore); це приблизно 6 % загальної площі країни. Інша третина новокаледонців живе на великій території з широко розкиданими населеними пунктами.
В усіх провінціях населення в період з 2009 по 2019 рік збільшилось, але демографічна вага трьох провінцій у населенні Нової Каледонії значно змінилася з часу їх створення в 1989 році. 2019 року в Південній провінції концентрувалося майже 75 % населення Нової Каледонії проти 68 % в 1989 р. З іншого боку, доля провінції острови Луайоте продовжує знижуватись і склала 7 % 2019 року проти 11 % 30 років тому. Питома вага Північної провінції, яка 1989 року становила 21 %, також неухильно зменшувалась до початку 2010-х років, надалі вона стабілізувалася й 2019 року становила 18 %.
Різке збільшення населення Південної провінції відбулося через зростання Великого Нумеа. За період 1996—2009 рр. населення агломерації зростало на 2,4 % щороку. Найвищими темпи росту були в комунах Паїта (5,1 %) та Думбеа (4,5 %), що відображає розширення приміської зони Нумеа на північ. В іншій частині Південної провінції зростання населення було помірнішим: від 1 % до 4 % за окремими комунами в період 1996—2009 рр., а в комуні Тіо (фр. Thio) число жителів навіть зменшилось.
Населення Північної провінції протягом 1985—2014 рр. зростало в середньому за рік на 1,5 %, зростання прискорилося з 2009 року в зв'язку з будівництвом і відкриттям нікелевого заводу в Коньямбо (фр. Koniambo). Позитивне сальдо для Північної провінції сполучається з контрастом між схилами. Західне узбережжя є набагато динамічнішим. Основний приріст населення забезпечують райони гірничодобувної промисловості Во-Коне-Пуанбу (фр. Voh-Koné-Pouembout, VKP) і Кумак (фр. Koumac). У той же час чисельність населення на східному узбережжі практично не зростає.
На островах Луайоте населення збільшувалось у період між 1989 і 2004 роками внаслідок високої народжуваності й відносно незначної еміграції, але надалі народжуваність знизилась, а міграційний потік в напрямку Нумеа значно зріс. Молоде покоління залишає острови Луайоте, особливо активно з середини 1990-х років. Протягом 2004—2009 рр. спостерігалося скорочення чисельності населення провінції, надалі було зафіксоване його невеличке зростання.
Нерівномірність розподілу населення в Новій Каледонії обумовлена економічними чинниками. Нікелева промисловість, що базується в Нумеа, історично притягує людей та бізнес. Населення працездатного віку з Північної та Острови Луайоте провінцій переселяється, щоб отримати роботу й оселитися в столиці. В Нумеа молодь прибуває й на навчання. Середній дохід жителів Південної провінції у 2 рази вищий, ніж Північної і в 2,5 раза — Островів Луайоте (2013). Особливістю Нової Каледонії є те, що соціальна нерівність жителів різних провінцій збігається з етнічною. Близько ⅔ населення міста Нумеа складають європейці, тут також зосереджена більшість вихідців із країн Азії та Океанії. Водночас у 2019 році 95 % жителів провінції Острови Луайоте і 72 % в Північній провінції становили канаки. Провінції, де переважає канацьке населення, є біднішими й мають менш розвинену інфраструктуру.
Існує проблема відновлення рівноваги між регіонами, більш справедливого розподілу ресурсів, можливостей і повноважень між громадами. Угоди «примирення», підписані в 1988 і 1998 роках (Матиньонська та Нумейська) супроводжувалися спрямуванням спеціальних бюджетних асигнувань на розвиток інфраструктури та сприяння економічному розвитку Північної провінції та островів Луайоте, створення кращого балансу в розміщенні населення між різними регіонами. Проте, не зважаючи на помітні зрушення в цьому плані, Південна провінція продовжує домінувати в соціально-економічному плані, продовжується й більш швидке зростання її населення.

### Урбанізація
Нова Каледонія високоурбанізована країна. Рівень урбанізації станом на 2015 рік становив 70,2 % населення країни. Це найвищий показник серед острівних країн південної частини Тихого океану. Темпи зростання частки міського населення — 2,17 % на рік (оцінка тренду за 2010—2015 роки).
За даними 2009 року 66 % населення Нової Каледонії жило в містах, 11 % — в сільській місцевості й 23 % — в племенах (сільські райони, де населення живе в умовах звичаєвого стану). Спостерігається постійна міграція жителів племен до міста. Чисельність населення племен 2019 року досягла 60,3 тис. осіб у порівнянні з 48,0 тис. осіб у 1989 році. Зростання становило 26 %, але чисельність населення, що проживає за межами племен, за цей час збільшилась на 82 %.
У Новій Каледонії є лише одне велике, як на цю країну, місто — її столиця Нумеа. Воно утворює агломерацію Велике Нумеа разом із сусідніми містами Паїта, Думбеа та Мон-Доре. Місто росте швидкими темпами, особливо це стосується приміської зони. На агломерацію припадає понад 60 % населення Нової Каледонії.
2009 року чотири муніципалітети Великого Нумеа нараховували 163,7 тис. жителів, щороку його населення протягом 1996—2009 рр. зростало в середньому на 2,4 %. 2019 року населення Великого Нумеа становило 182 341 особу, за комунами: Нумеа — 94 285 осіб, Думбеа — 35 873 осіб, Мон-Доре — 27 620 осіб, Паїта — 24 563 осіб.
За межами Великого Нумеа немає значних населених пунктів, 1996 року населення лише трьох інших міст перевищувало 4000 жителів: Пуендіміе (4340 жит.), Хуаїлу (4332 жит.), Коне (4088 жит.). Усі вони розташовані в Північній провінції.

### Міграції
Нарівні з Австралією, Новою Зеландією та Гуамом, Нова Каледонія належить до числа небагатьох країн тихоокеанського регіону, що мають позитивне сальдо зовнішніх міграцій населення. Якщо протягом 1980-х років зовнішня міграція була низькою, то в період з 1989 по 1996 роки вона значно зросла, що було пов'язано з активним розвитком гірничої промисловості. Темпи припливу мігрантів знову прискорилися на початку 2000-х років. Протягом 2009—2014 років новими жителями Нової Каледонії стали 22,5 тис. осіб. Мігранти прибувають переважно з Франції (61 %) або французьких володінь в Тихому океані, зокрема з Волліс і Футуна (12 %) та Французької Полінезії.
Річний рівень імміграції 2015 року становив 4,01 ‰ (32-ге місце у світі). Цей показник не враховує різниці між законними і незаконними мігрантами, між біженцями, трудовими мігрантами та іншими.
До 2009 року 90 % зовнішніх мігрантів осідало у Великому Нумеа. В період 2009—2014 років це число зменшилось до 83 %, а 10 % новоприбулих селилися на західному узбережжі Північної провінції. Немісцеві становлять більшість в багатьох районах, розташованих на південь від столиці, багато їх також у деяких приміських районах Нумеа. З 1989 по 2009 рік, зовнішні потоки для Великого Нумеа були втричі більшими за внутрішню міграцію.
Мобільність населення є поширеним явищем у Новій Каледонії. Третина її жителів у віці від 5 років змінила своє місце проживання протягом 2004—2009 років, але більшість міграцій відбувається в межах провінції. Найбільше притягує людей Велике Нумеа, хоча в останні роки спостерігається відтік населення із самого міста до приміських районів. Невелике позитивне сальдо внутрішніх міграцій отримала в 2009—2014 роках Північна провінція, це вперше за 25 років. Дався взнаки економічний розвиток її західного узбережжя. Водночас для східного узбережжя Північної провінції та островів Луайоте лишається характерним постійний відтік населення. Острови Луайоте відчувають постійну еміграцію на головний острів, але вона має тенденцію до зниження.
| Регіони                             | Внутрішні міграції | Внутрішні міграції | Зовнішні міграції | Зовнішні міграції |
| ----------------------------------- | ------------------ | ------------------ | ----------------- | ----------------- |
| Регіони                             | 2004-2009          | 2009-2014          | 2004-2009         | 2009-2014         |
| Острови Луайоте                     | -1697              | -454               | 239               | 338               |
| Схід Північної провінції            | -1155              | -826               | 456               | 531               |
| Захід Північної провінції           | 167                | 1001               | 986               | 2106              |
| Сільські райони Південної провінції | 205                | 33                 | 764               | 763               |
| Велике Нумеа                        | 2480               | 246                | 17 800            | 22 513            |
| Всього                              | 0                  | 0                  | 20 245            | 18 775            |

## Етнічний склад
| Етнічний склад (2009 рік) | Етнічний склад (2009 рік) | Етнічний склад (2009 рік) | Етнічний склад (2009 рік) | Етнічний склад (2009 рік) |
| ------------------------- | ------------------------- | ------------------------- | ------------------------- | ------------------------- |
| Етнос:                    |                           |                           | Відсоток:                 |                           |
| канаки                    | канаки                    |                           | 40.3%                     | 40.3%                     |
| європейці                 | європейці                 |                           | 29.2%                     | 29.2%                     |
| воллісці й футунці        | воллісці й футунці        |                           | 8.7%                      | 8.7%                      |
| таїтяни                   | таїтяни                   |                           | 2%                        | 2%                        |
| індонезійці               | індонезійці               |                           | 1.6%                      | 1.6%                      |
| в'єтнамці                 | в'єтнамці                 |                           | 1%                        | 1%                        |
| ні-вануату                | ні-вануату                |                           | 0.9%                      | 0.9%                      |
| інші                      | інші                      |                           | 16.2%                     | 16.2%                     |

Нова Каледонія має багатонаціональне населення. Корінні жителі канаки становлять понад 40 % її жителів, крім того, тут проживають значні групи іммігрантів з Європи, Азії та Океанії. Постійно зростає частка мішаного населення.
Головні етноси країни (чисельність за даними перепису 2019 р.):
| Громади                | Чисельність, осіб | Частка в населенні, % |
| ---------------------- | ----------------- | --------------------- |
| В'єтнамці              | 2 230             | 0,8                   |
| Воллісці та футунці    | 22 520            | 8,3                   |
| Європейці              | 65 488            | 24,1                  |
| Індонезійці            | 3 786             | 1,4                   |
| Канаки                 | 111 856           | 41,2                  |
| Ні-вануату             | 2 313             | 0,9                   |
| Таїтяни                | 5 366             | 2,0                   |
| Інші азійці            | 1 181             | 0,4                   |
| Кілька громад і метиси | 30 758            | 11,3                  |
| Інші                   | 25 909            | 9,5                   |
| Разом                  | 271 407           | 100,0                 |

Канаки є найбільшою громадою країни. Вони розселені по всьому архіпелагу й поділяються на багато племен, які розмовляють 28 різними мовами. Більш ніж половина канаків живе в Південній провінції, майже третина — в Північній і 15,5 % на островах Луайоте. На островах Луайоте майже всі жителі (94,6 % в 2019 р.) належать до канацької громади. В Північній провінції доля канаків становить 72,2 % населення, але існують регіональні відмінності: 86 % в комунах східного узбережжя проти 53 % на західному узбережжі (дані за 2014 р.). В Південній провінції доля канаків у населенні значно менша (28,8 % в 2019 р.), а найнижчою вона є в чотирьох комунах Великого Нумеа.
Решта громад сконцентрована більш ніж на 90 % у Південній провінції.
Європейське населення Нової Каледонії також не є однорідним. Дві третини його — це каледонці (люди, народжені в Новій Каледонії, фр. Calédonien), до них ще застосовується термін кальдоши (фр. Caldoche), але він несе принизливий відтінок. Ще третину європейського населення складають так звані метрополітенці (фр. Métros), недавні французькі мігранти, що прибули до Нової Каледонії для виконання своїх службових обов'язків на термін від двох до шести років, є серед них і такі, що на постійно оселилися на островах. Каледонці називають їх французами (фр. French) або образливо — зорейлі (фр. Zoreilles). Європейці є найбільшою громадою Південної провінції, 2019 року вони становили 29,7 % її населення. Доля європейців у Північній провінції становила 9,8 %, а на островах Луайоте — лише 1,7 % загальної чисельності населення.
Іммігрантів з інших країн також найбільше в Південній провінції, особливо у Великому Нумеа. Найбільшою громадою серед них є вихідці з островів Волліс і Футуна, вони становлять 11 % населення Південної провінції. Крім них, у Новій Каледонії живуть мігранти із Французької Полінезії, Вануату, Індонезії, В'єтнаму та інших країн Азії.
Стосунки між основними громадами є непростими. Ситуація в Новій Каледонії відрізняється від Франції та більшості західних країн, тут спостерігається нерівність населення на користь іммігрантів і на шкоду корінному населенню, дискримінується не меншість, а канаки, найбільша громада країни. Існує суттєвий контраст за рівнем життя між переважно європейським населенням Нумеа та бідними канацькими селами на північно-східному узбережжі Гранд-Терр та віддалених островах Луайоте. Новітня історія Нової Каледонії була наповнена протистоянням між європейською та меланезійською (канацькою) громадами. Значна частина корінних жителів Нової Каледонії виступає за незалежність Нової Каледонії, тоді як більшість населення європейського походження прагне збереження її в складі Франції. Піком протистояння стали події 1984—1988 рр., відзначені масовими заворушеннями та кривавими сутичками. Матіньонська 1988 року та Нумейська 1998 року угоди скріпили компроміс між сторонами й накреслили контури спільної долі всіх місцевих громад. Була прийнята низка політичних рішень, спрямованих на те, щоб підняти рівень економічного та соціального розвитку населених переважно канаками Північної та Острови Луайоте провінцій до рівня «європейської» Південної провінції. Проте, не зважаючи на помітні зрушення в цих напрямках, кардинального прогресу в поліпшенні умов життя канацької громади не відбулося.

## Мови
Офіційна мова: французька. Вона є рідною для новокаледонців французького походження, її розуміє більшість населення країни. Французька використовується як засіб спілкування між різними громадами, а також між різними групами корінного населення, що не мають між собою географічних і мовних контактів.
На побутовому рівні новокаледонське населення користується не стандартною французькою, а її місцевим варіантом, який існує лише в усній формі. Існує також креольська мова тайо (фр. Tayo) на основі французької, інакше звана «кальдош» (фр. Caldoche) або «говірка Сен-Луїсу» (фр. Patois  de  Saint  Louis), нею говорить близько 2000 осіб у деяких комунах або частинах комун Південної провінції.
Корінне населення Нової Каледонії відзначається значним лінгвістичним розмаїттям. За даними проєкту Ethnologue на островах поширені 1 полінезійська та 32 меланезійські мови й діалекти. Офіційно визнаними є 28 меланезійських та 1 полінезійська мови. За даними перепису населення 2019 року, 81 % канаків розмовляв принаймні однією канацькою мовою, а 93 % розмовляли або розуміли принаймні одну канацьку мову. Ці показники залишаються стабільними протягом десяти років. Корінне населення Нової Каледонії живе в умовах двомовності або багатомовності, зазвичай люди володіють французькою, а також однією або двома місцевими мовами. Їхня французька адаптується до місцевого середовища й приймає місцеву розмовну форму. Французькі слова вписуються в норми та правила, притаманні меланезійським мовам.
Рівень використання канацьких мов є вкрай нерівномірним. 7 мов мають понад 2000 носіїв, найпоширенішими є мови дрегу на острові Ліфу, ненгоне на острові Маре та паїчі в центральних районах острова Гранд-Терр. Разом із тим 18 канацьких мов ЮНЕСКО визнала такими, що перебувають у небезпеці, з них 5 вже майже зникли.
Всередині окремих громад мігрантів поширені також волліська, футунанська, індонезійська, таїтянська мови.

## Релігії
| Релігії в Новій Каледонії (2014 рік) | Релігії в Новій Каледонії (2014 рік) | Релігії в Новій Каледонії (2014 рік) | Релігії в Новій Каледонії (2014 рік) | Релігії в Новій Каледонії (2014 рік) |
| ------------------------------------ | ------------------------------------ | ------------------------------------ | ------------------------------------ | ------------------------------------ |
| Віросповідання:                      |                                      |                                      | Відсоток:                            |                                      |
| католики                             | католики                             |                                      | 60%                                  | 60%                                  |
| протестанти                          | протестанти                          |                                      | 30%                                  | 30%                                  |
| інші                                 | інші                                 |                                      | 10%                                  | 10%                                  |

Головні релігії й вірування, які сповідує, і конфесії та церковні організації, до яких відносить себе населення країни: римо-католицтво — 60 %, протестантизм — 30 %, інші — 10 % (станом на 2015 рік).

## Освіта
На території Нової Каледонії діють як державні, так і приватні загальноосвітні школи, ліцеї та коледжі. Вищу освіту надає Університет Нової Каледонії (фр. l'Université de Nouvelle-Calédonie). Загалом система освіти перебуває під державним контролем, школи першого рівня — під юрисдикцією провінцій.
Рівень письменності 2015 року становив 96,9 % дорослого населення (віком від 15 років): 97,3 % — серед чоловіків, 96,5 % — серед жінок.
Зберігаються відмінності за рівнем освіти між громадами, 2014 року серед молодих людей у віці від 25 до 29 років повну середню освіту мали 93 % європейців, 67 % канаків, 63 % воллісьців-футунців і 81 % представників інших громад. Разом із тим, цей показник для канацької громади з 1989 року швидко зростає.

## Охорона здоров'я
Починаючи з 1950-х років медичне обслуговування на всій території Нової Каледонії значно покращилось, і воно охоплює все населення, здійснюються профілактичні заходи. Медицина безкоштовна. Нова Каледонія поділена на лікарські дільниці, оснащені диспансерами. В Нумеа розташована Територіальна лікарня на 473 ліжок, є також кілька спеціалізованих клінік. Дві лікарні розташовані в Північній провінції.
Смертність немовлят до 1 року, станом на 2015 рік, становила 5,37 ‰ (173-тє місце у світі); серед хлопчиків — 6,33 ‰, серед дівчаток — 4,37 ‰.

### Захворювання
Жодної серйозної тропічної хвороби в Новій Каледонії невідомо, й вакцинація для відвідування країни не потрібна.
Станом на серпень 2016 року в країні були зареєстровані випадки зараження вірусом Зіка через укуси комарів Aedes, переливання крові, статевим шляхом, під час вагітності.
Кількість хворих на СНІД невідома, дані про відсоток інфікованого населення в репродуктивному віці 15—49 років відсутні. Дані про кількість смертей від цієї хвороби за 2014 рік відсутні.

### Санітарія
Доступ до облаштованих джерел питної води 2015 року мало 98,5 % населення в містах і 98,5 % в сільській місцевості; загалом 98,5 % населення країни. Відсоток забезпеченості населення доступом до облаштованого водовідведення (каналізація, септик): у містах — 100 %, в сільській місцевості — 100 %, загалом по країні — 100 % (станом на 2015 рік).

## Соціально-економічне становище
Співвідношення осіб, що в економічному плані залежать від інших, до осіб працездатного віку (15—64 роки) загалом становить 47,9 % (станом на 2015 рік): частка дітей — 32,9 %; частка осіб похилого віку — 15 %, або 6,6 потенційно працездатного на 1 пенсіонера. Загалом ці показники характеризують рівень потреби державної допомоги в секторах освіти, охорони здоров'я та пенсійного забезпечення, відповідно. Дані про відсоток населення країни, що перебуває за межею бідності, відсутні. Дані про розподіл доходів домогосподарств у країні відсутні.
Середній розмір домогосподарства 2014 року становив 3,1 особи проти 4,0 в 1989 році.
2014 року в Новій Каледонії налічувалось близько 97 тис. одиниць житла. Переважає індивідуальне житло, доля якого 2014 року становила 67 %, проти 33 % колективного. Проте частка останнього протягом 2004—2014 років швидко зростала (на початок періоду вона становила лише 23 %). У Нумеа більш ніж половина житла належить до колективного типу. Соціальне житло в основному зосереджене в північних районах міста. 47,7 % інвестицій на побудову нового соціального житла в період з 2011 до 2015 року припадало на Північну провінцію, ще 40,9 % на Південну провінцію, 11,0 % на провінцію Острови Луайоте й 0,4 % лише на агломерацію Великого Нумеа.
Традиційне житло практично зникло в усіх комунах, кількість меланезійських хатинок 2014 року становила лише 1 % загальної кількості житла (проти 24 % у 1989 році).
Станом на 2012 рік, у країні 112,89 тис. осіб не мало доступу до електромереж; 59 % населення має доступ, у містах цей показник дорівнює 68 %, у сільській місцевості — 45 %. 2014 року майже кожен будинок був підключений до електромережі, поза мережею перебувало переважно тимчасове житло у Великому Нумеа та деякі віддалені племена. Дві третини домогосподарств мали генератор або сонячні батареї. Станом на 2014 рік 91 % домогосподарств мали водопровід, каналізацію й туалет, це на 9 % більше, ніж у 1989 р. Проте, зберігаються відмінності між провінціями: такий набір зручностей мали лише 57 % сімей островів Луайоте, в Північній провінції цей показник становив 81 % і 96 % в Південній провінції.
Рівень проникнення інтернет-технологій високий. Станом на липень 2015 року в країні налічувалось 201 тис. унікальних інтернет-користувачів (159-те місце у світі), що становило 74 % загальної кількості населення країни. 2014 року 95 % сімей мало принаймні один мобільний телефон.
78 % сімей 2014 року мали автомобіль, 7 % — двоколісні транспортні засоби, 10 % — човни.
Середня чиста заробітна плата в 2011 році становила 2000 € на місяць, але в окремих галузях була меншою: 1500 € в сфері послуг, 1510 € в будівництві і 1170 € в сільському господарстві. Розрив в оплаті праці між державним і приватним секторами загалом становить 57 %. Ця невідповідність пояснюється високим рівнем кваліфікації керівників на державній службі, в той час як у приватному секторі концентрується велика частина робітників і службовців без кваліфікації. Торгівля, гірничодобувна, металургійна галузі та енергетика — це ті галузі, де добре платять у приватному секторі. Існує гарантований мінімальний розмір оплати праці (фр. Salaire Minimum Garanti, SMG), який 2013 року становив 151 985 F.CFP (1273,65 €) на місяць.

### Трудові ресурси
Загальні трудові ресурси 2010 року становили 106,4 тис. осіб (183-тє місце у світі). Зайнятість економічно активного населення у господарстві країни розподіляється таким чином: аграрне, лісове і рибне господарства — 2,7 %; промисловість і будівництво — 22,4 %; сфера послуг — 74,9 % (2010). Безробіття 2004 року дорівнювало 17,1 % працездатного населення (160-те місце у світі).
Рівень зайнятості, за даними 2009 року, в Новій Каледонії становив 61,2 %, рівень безробіття 13,8 %, в тому числі серед осіб у віці 15—24 років 35,3 %. Безробіття в Новій Каледонії в основному викликане рівнем кваліфікації потенційних працівників. Масштабні проєкти зростання металургійного виробництва спонукали до створення нових робочих місць як у промисловості, так і в будівництві, технічному обслуговуванні та на транспорті, при цьому більш як половину нових робочих місць створено в сфері послуг. У галузі працевлаштування пріоритет надається зайнятості місцевих жителів. Тільки французькі громадяни можуть вільно працювати в Новій Каледонії. Всі іноземні громадяни (в тому числі й громадяни держав-членів Європейського союзу) повинні отримати дозвіл на перебування й роботу. Діють спеціальні програми з професійної підготовки кадрів з числа канаків. Агенція зайнятості Нової Каледонії (фр. l’Agence Pour l’Emploi de Nouvelle-Calédonie, APENC) має свої офіси в основних населених пунктах країни.

## Кримінал

### Торгівля людьми

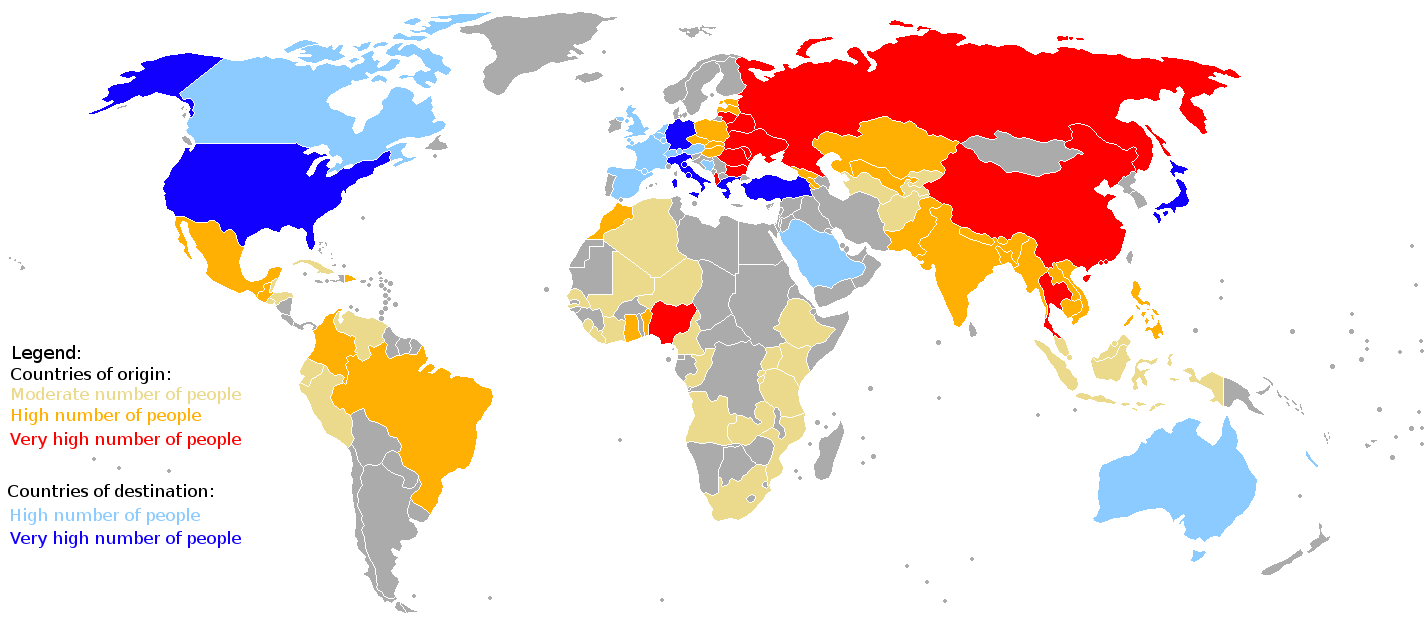
Країни-донори (червоний) і країни-реципієнти кримінальних потоків  (англ.)
Глобальна боротьба з торгівлею людьми (англ.)

## Гендерний стан
Статеве співвідношення (оцінка 2015 року):
- при народженні — 1,05 особи чоловічої статі на 1 особу жіночої;
- у віці до 14 років — 1,05 особи чоловічої статі на 1 особу жіночої;
- у віці 15—24 років — 1,04 особи чоловічої статі на 1 особу жіночої;
- у віці 25—54 років — 1,01 особи чоловічої статі на 1 особу жіночої;
- у віці 55—64 років — 0,95 особи чоловічої статі на 1 особу жіночої;
- у віці за 64 роки — 0,8 особи чоловічої статі на 1 особу жіночої;
- загалом — 1 особи чоловічої статі на 1 особу жіночої[1].

## Демографічні дослідження
Демографічні дослідження в країні ведуться рядом державних і наукових установ Франції:
- Національний інститут статистики і економічних досліджень Франції (фр. Institut national de la statistique et des études économiques, INSEE).
- Інститут статистики та економічних досліджень Нової Каледонії (фр. Institut de la statistique et des études économiques Nouvelle-Calédonie, ISEE)

### Українською
- Атлас. 10—11 клас. Економічна і соціальна географія світу / упорядники :  О. Я. Скуратович, Н. І. Чанцева. — К. : ДНВП «Картографія», 2010. — ISBN 978-966-475-639-3.
- Атлас світу / голов. ред. І. С. Руденко ; зав. ред. В. В. Радченко ; відп. ред. О. В. Вакуленко. — К. : ДНВП «Картографія», 2005. — 336 с. — ISBN 9666315467.
- Безуглий В. В. Економічна і соціальна географія зарубіжних країн : Навчальний посібник. — К. : ВЦ «Академія», 2007. — 704 с. — ISBN 978-966-580-239-6.
- Безуглий В. В., Козинець С. В. Регіональна економічна і соціальна географія світу : Навчальний посібник. — видання 2-ге, доп., перероб. — К. : ВЦ «Академія», 2007. — 688 с. — ISBN 966-580-144-9.
- Головченко В. І., Кравчук О. Країнознавство: Азія, Африка, Латинська Америка, Австралія і Океанія. — К., 2006. — 335 с. — ISBN 966-8939-04-2.
- Гудзеляк І. І. Географія населення: Навчальний посібник / І. Гудзеляк. — Л. : Видавничий центр ЛНУ імені Івана Франка, 2008. — 232 с. — ISBN 978-966-613-599-8.
- Дахно І. І. Країни світу: Енциклопедичний довідник / І. І. Дахно, С. М. Тимофієв. — К. : Мапа, 2011. — 606 с. — (Бібліотека нового українця) — ISBN 978-966-8804-23-6.
- Дахно І. І. Економічна географія зарубіжних країн : навчальний посібник. — К. : Центр учбової літератури, 2014. — 319 с. — ISBN 978-611-01-0682-5.
- Джаман В. О. Регіональні системи розселення: демографічні аспекти. — Чернівці : Рута, 2003. — 392 с. — ISBN 9665685988.
- Дорошенко Л. С. Демографія: Навчальний посібник. — К. : МАУП, 2005. — 112 с. — ISBN 966-608-442-2.
- Дубович І. А. Країнознавчий словник-довідник. — 5-те вид., перероб. і доп. — К. : Знання, 2008. — 839 с. — ISBN 978-966-346-330-8.
- Економічна і соціальна географія країн світу. Навчальний посібник / За ред. Кузика С. П. — Л. : Світ, 2002. — 672 с. — ISBN 966-603-178-7.
- Загальна медична географія світу / В. О. Шевченко [та ін.] — К. : [б.в.], 1998. — 178 с.
- Книш М. М., Мамчур О. І. Регіональна економічна і соціальна географія світу (Латинська Америка та Карибські країни, Африка, Азія, Океанія) : навч. посіб. — Л. : ЛНУ ім. Івана Франка, 2013. — 368 с. — ISBN 978-617-10-0007-0.
- Крисаченко В. С. Динаміка населення: Популяційні, етнічні та глобальні виміри. — К. : Видавництво Національного інституту стратегічних досліджень, 2005. — 368 с. — ISBN 966-554-083-1.
- Любіцева О. О., Мезенцев К. В., Павлов С. В. Географія релігій. — К. : АртЕК, 1999. — 504 с. — ISBN 966-505-006-0.
- Масляк П. О. Країнознавство. — К. : Знання, 2007. — 292 с. — (Вища освіта XXI століття)
- Масляк П. О., Дахно І. І. Економічна і соціальна географія світу / П. О. Масляк, І. І. Дахно ; за ред. П. О. Масляка. — К. : Вежа, 2003. — 280 с. — ISBN 966-7091-53-8.

### Російською
- (рос.) Новая Каледония // Демографический энциклопедический словарь / главн. ред. Валентей Д. И. — М. : Советская энциклопедия, 1985. — 608 с.
- (рос.) Новая Каледония // Страны и народы. Австралия и Океания. Антарктида / Редкол. П. И. Пучков (отв. ред.) и др. — М. : «Мысль». — 301 с. — (Страны и народы) — 180 тис. прим.
- (рос.) Атлас народов мира / Отв. ред. С. И. Брук и В. С. Апенченко. — М. : ГУГК ГГК СССР и Институт этнографии им. Н. Н. Миклухо-Маклая АН СССР, 1964. — 185 с. — 20 тис. прим.
- (рос.) Численность и расселение народов мира. Этнографические очерки / под ред. С. И. Брука. — М. : Издательство АН СССР, 1962. — 487 с.
- (рос.) Лаппо Г. М. География городов: Учебное пособие для географических факультетов вузов. — М. : Туманит, изд. центр ВЛАДОС, 1997. — 476 с. — ISBN 5-691-00047-0.
- (рос.) Ягельский А. География населения. — М. : Прогресс, 1980. — 383 с.